# Dulot
Dulot est un poète français du XVIIe siècle, qui passe pour avoir été l'inventeur des bouts-rimés.

## Biographie
Les Menagiana rapportent qu’un jour de 1648, Dulot se plaignit de ce qu’on lui avait volé un certain nombre de papiers de valeur et, en particulier, trois cents sonnets. Comme on se surprenait de ce qu’il en ait écrit autant, Dulot expliqua qu’il s’agissait de sonnets « en blanc », c’est-à-dire qu’il n’avait fait qu’écrire les rimes et rien d’autre. Tout le monde trouva l’idée amusante et tourna ce que Dulot avait fait sérieusement en divertissement.
Sarrasin s'en vengea en publiant  Dulot vaincu ou la défaite des bouts-rimés.

## Source
Cet article comprend des extraits du Dictionnaire Bouillet. Il est possible de supprimer cette indication, si le texte reflète le savoir actuel sur ce thème, si les sources sont citées, s'il satisfait aux exigences linguistiques actuelles et s'il ne contient pas de propos qui vont à l'encontre des règles de neutralité de Wikipédia.